# حمام درغوث البخاري
حمّام درغوت البخاري هو حمام يقع في الحي القديم بمدينة طرابلس، ليبيا. أُنشِئ الحمّام سنة 1081هـ (1670م أو 1671م). وهي ملحقة بمسجد ومقبرة سيدي درغوث، ومن هنا اشتق اسمها. يستمد المسجد والمقبرة أسمائهما من اسم قائد البحرية العثمانية درغوث رئيس.

## معرض صور

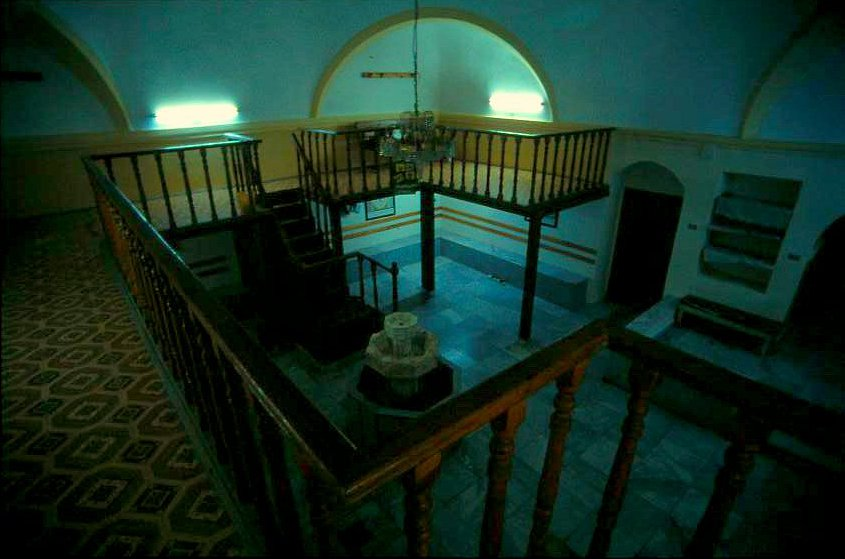
حمّام درغوث من الداخل.
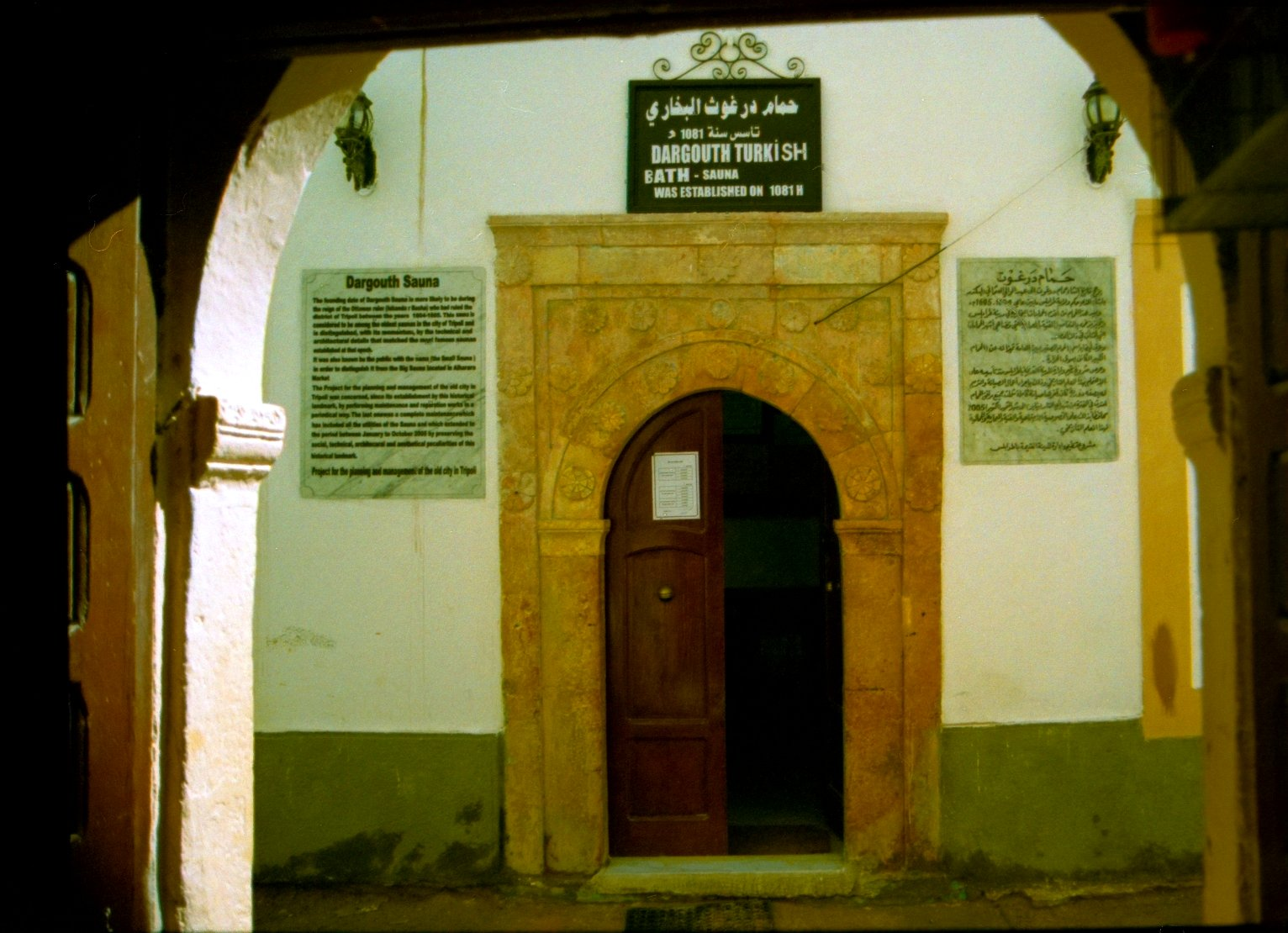
مدخل الحمّام من الخارج.

## وصلات خارجية
- حمام درغوث.. قبلتك للعلاج والسياحة في طرابلس.